# Jemielno (gmina)
Pour les articles homonymes, voir Jemielno (homonymie).
Jemielno est une gmina rurale du powiat de Góra, Basse-Silésie, dans le sud-ouest de la Pologne. Son siège est le village de Jemielno, qui se situe environ 16 km au sud de Góra et 56 km au nord-ouest de Wrocław, the regional capital.
La gmina couvre une superficie de 123,8 km2 pour une population de 3 096 habitants.

## Géographie
La gmina est bordée par les gminy de Gorlice, Grybów, Krynica-Zdrój, Ropa et Sękowa. Elle est également frontalière de la Slovaquie.
La gmina contient les villages de Bieliszów, Borki, Chobienia, Chorągwice, Ciechanów, Cieszyny, Czeladź Mała, Daszów, Irządze, Jemielno, Kietlów, Łęczyca, Luboszyce, Luboszyce Małe, Lubów, Majówka, Osłowice, Piotrowice Małe, Piskorze, Psary, Równa, Śleszów, Smolne, Stanowice, Uszczonów, Zawiszów et Zdziesławice.